# 明武谷力伸
明武谷 力伸（みょうぶだに りきのぶ、1937年4月29日 - 2024年3月10日）は、北海道阿寒郡阿寒町（現：北海道釧路市）出身の元大相撲力士。本名は明歩谷 清（みょうぶだに きよし）。最高位は東関脇。

## 来歴
1937年4月29日に、北海道阿寒郡阿寒町（現：北海道釧路市）で開拓農家を営む家に三男として生まれる。
彫りの深い顔立ちと毛深い筋骨隆々とした体躯から当時当地に数多く残っていたアイヌの血を引くと考えられている。浅草寺の吽形像のモデルは明武谷であるとされ、デイリー新潮にも「いまも浅草を訪ねたら、若き日の明武谷の面影に会うことができる。」との記述がある。
小学6年生で既に身長が176cmに達しており、さらに力が強かったことで両親から家業を手伝わされたが、清少年は家業を手伝うのが大嫌いで、その代わりに次第に力士を志し始めるようになった。1953年のある日に羽黒山政司・吉葉山潤之輔一行が地元へ巡業に来た際に、吉葉山と親しかった郷里の元三段目力士と共に宿舎を訪問し、ちゃんこを御馳走になったことで喜んで実家へ戻り、両親に報告して入門を打ち明けた。しかし両親からは大反対されたことで対立したが、通っていた雄別中学校の校長が「絶対に大物になるから、3年以内に（関取）昇進出来なかったら身の振り方を善処する」と両親を説得し、高島部屋へ入門、1954年3月場所で初土俵を踏んだ。角界入りしたのは、長身過ぎて農作業には不向きであるという本人の判断もあった。
高島部屋へ入門してからしばらく経ったある日、吉葉山が現役中に設立した「吉葉山道場」（後の宮城野部屋）へ移籍した。中学の校長が両親に約束した「初土俵から3年」という約束の期限に達した1957年3月場所後に両親が吉葉山道場へ訪れて帰郷を命じるも、師匠の吉葉山が「横綱になった私も関取昇進を決めるまで4年かかりましたから。」と説得して1年の猶予を両親に求め、これにより続投を許された。11月場所で新十両昇進を果たし、1959年7月場所で新入幕を果たした。この場所は7勝8敗と負け越し、1場所で陥落したものの、3度目の入幕後は幕内に定着した。気の弱さから取組・稽古などへの積極性に欠けていたが、周囲からの忠告を受け、さらに部屋頭としての責任も感じるようになってからは自分にも若い者にも厳しくなった。
1961年9月場所では場所後に横綱へ昇進する大鵬幸喜と柏戸剛との両大関と優勝決定巴戦を行い、幕内最高優勝こそ果たせなかったものの敢闘賞を受賞する活躍を見せた。三役・三賞受賞の常連として大関候補と目されたが、ちょうどその頃は同系統に三役以上に番付を得る力士が自身以外にいなかったため系統別総当たり制の下で不利に立たされ、昇進を期待された1965年3月場所の初日と2日目を連続して勇み足で落として失速するなど、結局昇進の夢は叶わなかった。
筋肉質の長身と彫りの深い顔は外国人女性に人気があった。腰が高いので立ち合いは遅かったが、師匠からは早く立つことよりも右上手を取ることだけを研究しろと指導され、右上手からの怪力と長身を生かした吊り・上手投げに磨きをかけた。特に吊りの強さは定評があり、幕内勝利414勝のうち129勝を吊り出しで決めて起重機の異名を取っている。1965年7月に大鵬を吊り出しで破っているが、大鵬が幕内で吊り出されたのはこの時だけである。また、1964年5月から1965年1月の五場所間は大鵬に4勝1敗と圧倒し、大鵬キラーと呼ばれた。一方、柏戸に対しては優勝決定戦を含む19戦全敗と全く歯が立たなかった。
1967年頃までは右上手を取ると力が出たが、それ以降はがっぷり四つになっても強くなくなり、外掛けを喰らって敗れることが増えた。1968年1月場所では初土俵から1000回連続出場の記録を達成したことで協会から特別表彰を受けた。1969年11月場所を最後に健康上の理由で現役を引退して年寄・中村を襲名、宮城野部屋の部屋付き親方として後進の指導に当たったほか、勝負審判も務めた。しかしキリスト教系の新興宗教「エホバの証人」に入信して以降は、相撲は神道（エホバの証人が「偽りの宗教」と見なしている宗教）の影響が切り離せず、信者として親方業は継続できないと考えるようになり、1977年1月場所を最後に廃業した。その後はビル清掃業で働きながら布教活動を行っていた。
幕内の優勝決定戦に出場経験のある力士の中で、引退までに幕内最高優勝を一度も果たせなかった力士は13人いるが、このうち決定戦に複数回出場した経験を持つのは明武谷と双羽黒の2人のみである。
大鵬への国民栄誉賞授与が検討されていた2013年2月当時、「巨人、大鵬、卵焼き」の流行語が生まれた1960年代に少年時代を過ごした安倍晋三は個人的な感情として、「卵焼きは好きだったが、巨人も大鵬もアンチだった。“大鵬キラー”と言われた関脇・明武谷は背が高く細くて、私もやせっぽちの子供だったので応援していた」と述懐した一方で「アンチでも大鵬は気になる。大鵬との取組を手に汗を握って応援していた」と明かした。
2024年3月10日、老衰のため死去。86歳没。

## 主な成績
- 通算成績：624勝580敗6休　勝率.518
- 幕内成績：414勝450敗6休　勝率.479
- 現役在位：88場所
- 幕内在位：58場所
- 三役在位：13場所（関脇5場所、小結8場所）
- 優勝同点：2回（1961年9月場所、1965年9月場所）[1]
- 三賞：8回[1]
  - 殊勲賞：4回（1964年7月場所、1964年11月場所、1965年1月場所、1965年11月場所）[1]
  - 敢闘賞：4回（1961年9月場所、1964年9月場所、1965年9月場所、1967年1月場所）[1]
- 雷電賞：3回（1961年9月場所、1965年5月場所、1965年9月場所）
- 金星：3個（大鵬2個、佐田の山1個）
- 各段優勝
  - 序二段優勝：1回（1955年3月場所）

### 場所別成績
| | 一月場所 初場所（東京） | 三月場所 春場所（大阪） | 五月場所 夏場所（東京） | 七月場所 名古屋場所（愛知） | 九月場所 秋場所（東京） | 十一月場所 九州場所（福岡） |
| --- | ----------------------- | ----------------------- | ----------------------- | --------------------------- | ----------------------- | --------------------------- |
| 1954年 （昭和29年） | x                       | 西新序 3–0              | 東序二段52枚目 3–5      | x                           | 西序二段54枚目 6–2      | x                           |
| 1955年 （昭和30年） | 西序二段21枚目 3–5      | 東序二段25枚目 優勝 8–0 | 西三段目47枚目 5–3      | x                           | 東三段目25枚目 5–3      | x                           |
| 1956年 （昭和31年） | 西三段目7枚目 7–1       | 東幕下49枚目 5–3        | 東幕下42枚目 6–2        | x                           | 東幕下32枚目 6–2        | x                           |
| 1957年 （昭和32年） | 東幕下20枚目 4–4        | 東幕下19枚目 5–3        | 東幕下13枚目 6–2        | x                           | 東幕下3枚目 5–3         | 西十両23枚目 8–7            |
| 1958年 （昭和33年） | 西十両22枚目 9–6        | 東十両17枚目 7–8        | 西十両18枚目 11–4       | 東十両8枚目 8–7             | 西十両6枚目 8–7         | 東十両6枚目 6–9             |
| 1959年 （昭和34年） | 東十両9枚目 9–6         | 東十両6枚目 11–4        | 東十両3枚目 10–5        | 西前頭18枚目 7–8            | 西十両2枚目 12–3        | 東前頭12枚目 6–9            |
| 1960年 （昭和35年） | 東前頭15枚目 5–10       | 東十両2枚目 6–9         | 西十両4枚目 9–6         | 西十両筆頭 9–6              | 西十両筆頭 10–5         | 東前頭13枚目 8–7            |
| 1961年 （昭和36年） | 東前頭10枚目 8–7        | 東前頭5枚目 5–10        | 東前頭9枚目 7–8         | 西前頭10枚目 9–6            | 西前頭4枚目 12–3 敢     | 西張出小結 6–9              |
| 1962年 （昭和37年） | 東前頭4枚目 6–9         | 東前頭8枚目 7–8         | 東前頭7枚目 9–6         | 東前頭3枚目 2–13            | 西前頭9枚目 8–7         | 西前頭7枚目 11–4            |
| 1963年 （昭和38年） | 東前頭筆頭 5–10         | 西前頭3枚目 5–10        | 西前頭6枚目 5–10        | 西前頭11枚目 9–6            | 西前頭6枚目 8–7         | 西前頭3枚目 7–8             |
| 1964年 （昭和39年） | 西前頭4枚目 8–7         | 西小結 7–8              | 西前頭筆頭 7–8 ★        | 西前頭筆頭 8–7 殊★          | 東前頭筆頭 8–7 敢       | 東関脇 8–7 殊               |
| 1965年 （昭和40年） | 東関脇 9–6 殊           | 東関脇 4–11             | 東前頭4枚目 11–4        | 東小結 4–11                 | 東前頭5枚目 12–3 敢     | 西張出小結 9–6 殊           |
| 1966年 （昭和41年） | 西小結 9–6              | 西関脇 7–8              | 西小結 6–9              | 西前頭2枚目 5–10            | 東前頭5枚目 5–10        | 東前頭8枚目 8–7             |
| 1967年 （昭和42年） | 西前頭4枚目 11–4 敢     | 東小結 9–6              | 東関脇 7–8              | 東張出小結 7–8              | 西前頭筆頭 7–8          | 西前頭筆頭 5–10 ★           |
| 1968年 （昭和43年） | 東前頭6枚目 7–8         | 西前頭7枚目 8–7         | 西前頭4枚目 9–6         | 東前頭2枚目 4–8–3           | 東前頭7枚目 11–4        | 東前頭2枚目 5–10            |
| 1969年 （昭和44年） | 西前頭5枚目 6–9         | 東前頭7枚目 5–10        | 西前頭11枚目 9–6        | 東前頭7枚目 7–8             | 東前頭8枚目 7–8         | 西前頭9枚目 引退 0–12–3     |
| 各欄の数字は、「勝ち-負け-休場」を示す。 優勝 引退 休場 十両 幕下 三賞：敢=敢闘賞、殊=殊勲賞、技=技能賞 その他：★=金星 番付階級：幕内 - 十両 - 幕下 - 三段目 - 序二段 - 序ノ口 幕内序列：横綱 - 大関 - 関脇 - 小結 - 前頭（「#数字」は各位内の序列） |                         |                         |                         |                             |                         |                             |

### 幕内対戦成績
| 力士名       | 勝数 | 負数 | 力士名   | 勝数 | 負数 | 力士名   | 勝数 | 負数 | 力士名     | 勝数 | 負数  |
| ------------ | ---- | ---- | -------- | ---- | ---- | -------- | ---- | ---- | ---------- | ---- | ----- |
| 青ノ里       | 11   | 10   | 朝嵐     | 1    | 0    | 朝岡     | 1    | 0    | 朝潮(米川) | 0    | 2     |
| 浅瀬川       | 7    | 5    | 朝ノ海   | 2    | 1    | 朝登     | 0    | 3    | 旭國       | 0    | 3(1)  |
| 愛宕山       | 0    | 1    | 天津風   | 2    | 4    | 荒岐山   | 2    | 1    | 泉洋       | 1    | 1     |
| 一乃矢       | 1    | 0    | 岩風     | 3    | 5    | 及川     | 1    | 3    | 追風山     | 4    | 0     |
| 扇山         | 4    | 3    | 大瀬川   | 1(1) | 0    | 大晃     | 3    | 6    | 岡ノ山     | 2(1) | 0     |
| 小城ノ花     | 11   | 5    | 魁罡     | 1    | 3    | 海山     | 2    | 0    | 海乃山     | 11   | 10(1) |
| 開隆山       | 13   | 2    | 柏戸     | 1(1) | 18** | 和晃     | 1    | 0    | 金乃花     | 6    | 4     |
| 北の洋       | 3    | 3    | 北の花   | 0    | 1    | 北の富士 | 14   | 12   | 北葉山     | 10   | 10    |
| 君錦         | 1    | 2    | 清國     | 10   | 9    | 清勢川   | 3    | 1    | 鬼竜川     | 2    | 1     |
| 麒麟児       | 4    | 5    | 国登     | 1    | 0    | 栗家山   | 0    | 2    | 黒獅子     | 2    | 0     |
| 黒姫山       | 1    | 1    | 高鉄山   | 5    | 7    | 琴ヶ濱   | 0    | 2    | 琴櫻       | 5    | 12    |
| 逆鉾         | 0    | 3    | 佐田の山 | 8    | 23   | 沢光     | 2    | 2    | 潮錦       | 3    | 3     |
| 信夫山       | 0    | 1    | 大豪     | 7    | 11   | 大鵬     | 5    | 20*  | 大文字     | 2    | 2     |
| 大雄         | 7    | 5    | 大竜川   | 0    | 3    | 高錦     | 1    | 0    | 高見山     | 4    | 5     |
| 玉嵐         | 2    | 4    | 玉乃海   | 1    | 1    | 玉乃島   | 6    | 12   | 玉響(新川) | 1    | 2     |
| 常錦         | 7    | 3    | 鶴ヶ嶺   | 4    | 7    | 出羽錦   | 5    | 5    | 時津山     | 2    | 1     |
| 時錦         | 0    | 1    | 時葉山   | 5    | 2    | 戸田     | 2    | 0    | 栃東       | 4    | 4     |
| 栃勇         | 0    | 1    | 栃王山   | 5    | 3    | 栃ノ海   | 4    | 15   | 栃光       | 8    | 11    |
| 栃富士       | 1    | 2    | 豊國     | 9    | 6    | 鳴門海   | 1    | 2    | 成山       | 0    | 1     |
| 錦洋         | 0    | 2    | 羽黒川   | 5    | 4    | 羽黒山   | 3    | 3    | 長谷川     | 8    | 5     |
| 花田         | 1    | 0    | 花光     | 5    | 6    | 福田山   | 1    | 2    | 福の花     | 9    | 2     |
| 房錦         | 3    | 3    | 富士錦   | 13   | 10   | 藤ノ川   | 4    | 2    | 二子岳     | 4    | 2     |
| 双ツ龍       | 0    | 2    | 星甲     | 0    | 1    | 前田川   | 9    | 3    | 前の山     | 2    | 5     |
| 松登         | 2    | 4    | 三重ノ海 | 1    | 0    | 禊鳳     | 1    | 4    | 宮ノ花     | 1    | 0     |
| 豊山         | 9    | 21   | 吉王山   | 0    | 1    | 義ノ花   | 6    | 5    | 龍虎       | 2    | 1     |
| 若杉山       | 4    | 3    | 若秩父   | 7    | 1    | 若天龍   | 5    | 3    | 若浪       | 10   | 5     |
| 若鳴門       | 1    | 1    | 若ノ海   | 5    | 3    | 若ノ國   | 3    | 6    | 若乃洲     | 1    | 0     |
| 若乃花(初代) | 0    | 1    | 若羽黒   | 6    | 1    | 若葉山   | 2    | 0    | 若二瀬     | 1    | 4     |
| 若前田       | 5    | 2    | 若見山   | 12   | 5    |          |      |      |            |      |       |

- 他に優勝決定戦で柏戸に2敗、大鵬に1敗がある。

## 改名歴
- 明歩谷 清（みょうぶだに きよし）：1954年3月場所 - 1959年5月場所、1959年11月場所 - 1961年3月場所、1963年9月場所 - 1963年11月場所
- 明歩谷 清之輔（ - せいのすけ）：1959年7月場所 - 1959年9月場所
- 明武谷 清（ -  きよし）：1961年5月場所 - 1962年3月場所
- 明武谷 巖（ - いわお）：1962年5月場所 - 1962年11月場所
- 吉葉洋 一覺（よしばなだ かずひろ）：1963年1月場所 - 1963年7月場所　※師匠の「吉葉山」にあやかった四股名[10]
- 明武谷 力伸（ - りきのぶ）：1964年1月場所 - 1965年1月場所、1965年11月場所 - 1966年9月場所
- 明武谷 憲尚（ - のりたか）：1965年3月場所 - 1965年9月場所
- 明武谷 皇毅（ - おおき）：1966年11月場所 - 1968年3月場所
- 明武谷 保彦（ - やすひこ）：1968年5月場所 - 1969年11月場所（引退）

11度もの改名歴の中で「吉葉洋」を名乗っていた時期（1963年1月場所 - 同年7月場所）を除いた10度は全て本名と同じ読みで、その10度の改名歴でも「明武谷」または「明歩谷」と一文字違いに過ぎない。改名歴の大半が本名に準ずるという意味では、本名力士の一つの資料になり得ると考えられる。また、「11度もの改名」は星岩涛祐二（9度）を上回るが、明武谷の場合は上記で述べた「吉葉洋」以外は全て下の名前、または本名（明歩谷）から「明武谷」と一文字変更した程度で、このことから一般には明武谷の改名歴は幕内経験者の最多改名記録として認められていない。2013年現在でも最多改名記録は星岩涛祐二の9度である。